# Santa Maria del Molise
Santa Maria del Molise é uma comuna italiana da região do Molise, província de Isérnia, com cerca de 653 habitantes. Estende-se por uma área de 17 km², tendo uma densidade populacional de 38 hab/km². Faz fronteira com Cantalupo nel Sannio, Carpinone, Castelpetroso, Castelpizzuto, Macchiagodena, Roccamandolfi.

## Demografia
| Variação demográfica do município entre 1861 e 2011                               |
|                                                                                   |
| Fonte: Istituto Nazionale di Statistica (ISTAT) - Elaboração gráfica da Wikipedia |